# Szerepszemle
A Szerepszemle (eredeti cím: 10 Items or Less)  2006-ban bemutatott dokumentarista, független film. Főszereplők Morgan Freeman és Paz Vega.

## Cselekménye
|  | Alább a cselekmény részletei következnek! |

Egy színész (Morgan Freeman), aki négy éve nem forgatott filmet, egy független film helyszínére igyekszik a produkció vezetőjének unokaöccse autójában. Egy bevásárlóközpontban keresi az üzlet vezetőjét, de mivel az nincs ott, helyette az alkalmazottakat figyeli. Szimpatikusnak találja az egyik pénztárosnőt, aki szerinte profi módon dolgozik (a másik a lábujjait festi). A vásárlók és az alkalmazottak többsége spanyol-ajkú. A film készítői nem mutatkoznak. Közben a pénztárosnőnek lejár a munkaideje és el kell mennie. A színész nem tud telefonon kapcsolatba kerülni az ügynökével, mert az zsidó, és szombaton nem dolgozik (a vallási ünnepet egy nappal hamarabb kezdi). A pénztárosnő hajlandó rá, hogy elvigye a színészt, akit azonban az érdekel, hogy a nő hova igyekszik. Kiderül, hogy a nő válófélben van, mert a férje megcsalja (a másik pénztárosnővel). A pénztárosnő pedig egy munkahelyi meghallgatásra igyekszik, ahol titkárnőt keresnek. A színész bátorítja a nőt, akinek kevés az önbizalma, és egy üzletben egy felsőrészt vesznek a nő számára (a meglévő inge elszakadt a férjével való veszekedésben, mert az nem akarta odaadni a kocsija kulcsát) és némi kozmetikumot.
Mivel még van idejük az állásinterjúig, a színész azt kérdezi a nőtől, hogy mi az a 10 dolog, amit legjobban utál, és mi az a 10, amiről semmiképpen nem mondana le. Mindketten felsorolják a saját listájukat.
A nő túljut az állásinterjún, de ennek részletei homályban maradnak. Csak annyi derül ki, hogy az önbizalma megnőtt, az üzletbe nem akar visszamenni dolgozni.
Végül a nő hazafuvarozza a színészt, akit a családja vár otthon.
|  | Itt a vége a cselekmény részletezésének! |

## Szereposztás
- Morgan Freeman – önmaga
- Paz Vega – Scarlet
- Kumar Pallana – Lee
- Jonah Hill – Packy
- Anne Dudek – Lorraine
- Bobby Cannavale – Bobby
- Alexandra Berardi – a tisztítószereket árusító hölgy
- Jim Parsons – az építési irodában dolgozik
- Danny DeVito – önmaga
- Rhea Perlman – önmaga

## A film készítése
A filmet mindössze 15 nap alatt vették fel.
Forgatási helyszínek
- Carson, Észak-Hollywood
- Brentwood, Kalifornia

## Bemutató

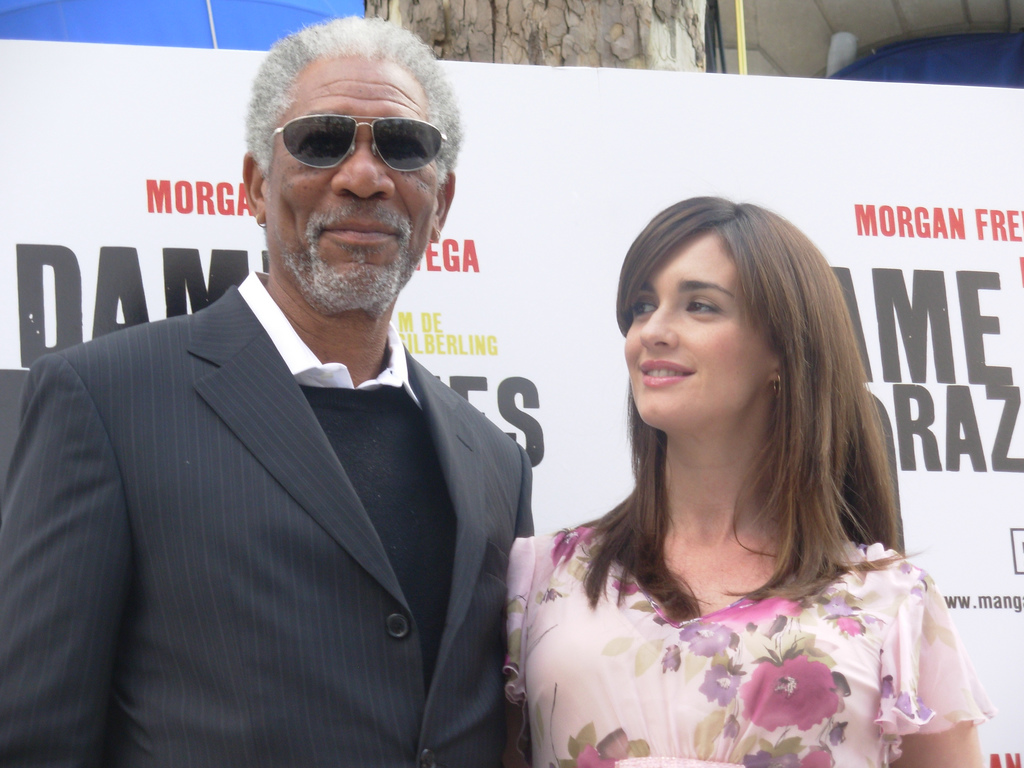
Morgan Freeman és Paz Vega Madridban, a film bemutatóján

A Morgan Freeman által alapított ClickStar cég lehetővé tette a film digitális letöltését 2006. december 15-től, tizennégy nappal a film mozibemutatója után. Az első letölthető film volt.
Magyarországon moziban nem játszották, első ízben 2008. július 5-én mutatták be a tévében (HBO).

## Fogadtatás

### Bevételi adatok
A filmet mindössze tizenöt filmszínházban mutatták be, első heti bevétele 35 929 dollár volt. Teljes otthoni bevétele 83 291 dollár. Nemzetközi bevétele 1 315 931 dollár, ebből Spanyolországban, Paz Vega hazájában 486 895 dollár.

### Kritikai visszhang
A filmet dicsérték a két főszereplő alakítása miatt. A filmkritikusok véleményét összegző Rotten Tomatoes 63%-ra értékelte 59 vélemény alapján.

### Díjak, jelölések
A filmet a National Board of Review jelölte a „2006 független filmje” címre, amit meg is nyert.

## Filmzene
Bár a filmhez nem jelent meg zenei album, a filmben az alábbi számok hallhatók:
1. "Rose" – Martin Blasick
2. "Latin Thugs" – Cypress Hill
3. "Las Isabeles" – Mariachi Sol de Mexico
4. "Cancion Villista" – Ixya Herrera & Xocoyotzin Herrera
5. "Colorin Colorao" – Jesus Alejandro "El Niño"
6. "Las Perlitas" – Mariachi Aguila Real
7. "Con Tu Amor Y Pasion" – Sergio Cardenas
8. "I've Got The World On A String" – Martin Blasick
9. "La Receta" – Kemo the Blaxican  (az autómosónál hangzik fel)
10. "It's Me Jody" – Herbert Stothart
11. "En Este Varrio" – Delinquent Habits, Ozomatli közreműködésével
12. "Al Pasar la Barca" – Paz Vega és Morgan Freeman
13. "Duncan" – Paul Simon
14. "Let The Horn Blow" – Delinquent Habits

## Fordítás
Ez a szócikk részben vagy egészben  a(z)   10 Items or Less (film) című angol Wikipédia-szócikk fordításán alapul.  Az eredeti cikk szerkesztőit annak laptörténete sorolja fel. Ez a jelzés csupán a megfogalmazás eredetét és a szerzői jogokat jelzi, nem szolgál a cikkben szereplő információk forrásmegjelöléseként.